# Jeckenbach (Glan)
Der Jeckenbach ist ein 20,4 km langer, westlicher und linker Nebenfluss des Glans im rheinland-pfälzischen Landkreis Kusel.

## Geographie

### Verlauf
Der Jeckenbach entspringt etwa 2 km westlich von Unterjeckenbach an der Westflanke des Distelbergs auf einer Höhe von 446 m ü. NHN. 
Der Bach umfließt den Berg im Süden und bewegt sich anschließend vorwiegend in östliche Richtungen. Dabei passiert er die Ortschaften Unterjeckenbach, Langweiler, Merzweiler, Kappeln, Löllbach, Jeckenbach und Breitenheim. Am südlichen Ortsrand von Meisenheim mündet der Jeckenbach rechtsseitig auf 148 m ü. NHN in den Glan.
Nach seinem 20,4 km langen Weg fließt der Bach  298 Höhenmeter unterhalb seiner Quelle in den Glan ein, was einem mittleren Sohlgefälle von 14,6 ‰ entspricht. 

### Einzugsgebiet
Das 66,786 km² große Einzugsgebiet des Jeckenbachs erstreckt sich von der Baumholder Platte über die Meisenheimer Höhen bis zum Glantal  und wird durch ihn über Glan, Nahe und Rhein zur Nordsee entwässert.

### Zuflüsse
Dem Jeckenbach fließen zahlreiche kürzere Nebenflüsse zu. Längster Nebenfluss ist der 5,7 km lange Perlebach, dessen Einzugsgebiet mit 7,355 km² jedoch kleiner ist als das 13,228 km² große des Asbachs.
Im Folgenden werden die Nebenflüsse des Jeckenbachs in der Reihenfolge von der Quelle zur Mündung genannt, die von der Wasserwirtschaftsverwaltung Rheinland-Pfalz geführt werden. Angegeben sind jeweils die orographische Lage der Mündung, die Länge, die Größe des Einzugsgebiets, die Höhenlage der Mündung und die Gewässerkennzahl.
| Name           | Lage   | Länge in km | EZG in km² | Mündungshöhe in m ü. NHN | GKZ      |
| -------------- | ------ | ----------- | ---------- | ------------------------ | -------- |
| Huschbach      | links  | 2,4         | 3,692      | 285                      | 2546922  |
| Perlebach      | links  | 5,7         | 7,355      | 229                      | 2546924  |
| Asbach         | links  | 5,5         | 13,228     | 205                      | 2546926  |
| Hundsbach      | links  | 5,0         | 6,357      | 190                      | 2546928  |
| Deslocher Bach | links  | 1,7         | 5,868      | 185                      | 25469292 |
| Rohbach        | rechts | 2,1         | 0,969      | 164                      | 25469294 |

## Umwelt
Der Jeckenbach zählt zu den grobmaterialreichen, silikatischen Mittelgebirgsbächen. Die Gewässerstruktur im Oberlauf ist überwiegend deutlich bis stark verändert, in den Ortslagen jedoch sehr stark verändert. Im Unterlauf ab Jeckenbach ist die Struktur überwiegend stark bis sehr stark verändert. Die Gewässergüte wird für den gesamten Verlauf mit gering belastet (Güteklasse I-II) angegeben (Stand 2005).

## Verkehrswege
Der Jeckenbach wird zwischen Unterjeckenbach und Langweiler von der Kreisstraße 53, ab Langweiler von der Landesstraße 373 begleitet, die bei Meisenheim in die Bundesstraße 420 einmündet.